# Eubaeus leiponeura
Eubaeus leiponeura är en stekelart som beskrevs av Henry Keith Townes, Jr. 1973. Eubaeus leiponeura ingår i släktet Eubaeus och familjen brokparasitsteklar. Inga underarter finns listade i Catalogue of Life.